# هواوی پی۲۰
هواوی پی۲۰(انگلیسی: Huawei P20) و هواوی پی۲۰ پرو (انگلیسی: Huawei P20 Pro) دو گوشی هوشمند رده بالا از سری هواوی پی، محصولی از هواوی که در ۲۷ مارس ۲۰۱۸ معرفی شدند. این دو گوشی به عنوان یکی از انقلابی‌ترین گوشی‌های هوشمند تمام دوران، اولین گوشی هوشمند جهان با ماژول دوربین اصلی سه‌گانه (هواوی پی۲۰ پرو)، برترین اسمارت فون‌های سال ۲۰۱۸ و سه مدل از پرفروش‌ترین و انقلابی‌ترین تلفن‌های هوشمند تولید شده توسط هواوی شناخته می‌شوند (هواوی پی۲۰ پرو، پی۲۰ و پی۲۰ لایت) این دو گوشی چندین رکورد را شکستند و انقلابی بزرگ در صنعت تلفن همراه ایجاد کردند. این تلفن‌های هوشمند (هواوی پی۲۰ لایت، پی۲۰ و پی۲۰ پرو)، ادامه دهنده راه نسل قبلی خود، یعنی پی۱۰ لایت، پی۱۰ و پی۱۰ پلاس بودند. این گوشی‌ها در رنگ‌های مختلفی ارائه شدند که گُلِ سَرسَبَدِ آنها رنگ Twilight بود که گرادیانی بود متشکل از آبی و قرمز، انقلابی بزرگ در صنعت تلفن همراه ایجاد کرد. در کنار این دو گوشی، یک گوشی ارزانتر به نام هواوی پی۲۰ لایت هم معرفی شد. هواوی پی۲۰ و پی۲۰ پرو از هوش مصنوعی فوق‌العاده پیشرفته ای بهره می‌برند که در زمان خود رقیب نداشت.